# Aeroplane Cemetery
Aeroplane Cemetery is een Britse militaire begraafplaats met gesneuvelden uit de Eerste Wereldoorlog, gelegen in de Belgische stad Ieper. De begraafplaats ligt meer dan drie kilometer ten noordoosten van het stadscentrum, langs de Zonnebeekseweg naar Zonnebeke, een paar honderd meter voorbij de Franse militaire begraafplaats Saint-Charles de Potyze en voor het gehucht Verlorenhoek. Ze werd ontworpen door Reginald Blomfield en heeft een rechthoekig grondplan met een oppervlakte van 4.159 m². Centraal achteraan staat het Cross of Sacrifice en aan de oostkant de Stone of Remembrance. De begraafplaats wordt onderhouden door de Commonwealth War Graves Commission. 
Er worden 1.105 doden herdacht, waarvan 636 niet geïdentificeerde. 

## Geschiedenis
De stad Ieper lag gedurende de oorlog centraal in de Ieperboog, het stuk front rond de stad waar de Britten en Duitsers jarenlang tegenover elkaar stonden. Ieper zelf bleef tijdens de oorlog in geallieerde handen. Het gebied van de huidige begraafplaats lag tot eind juli 1917 in niemandsland toen bij de Derde Slag om Ieper de gehuchten Verlorenhoek en Frezenberg werden heroverd. De volgende maand werd de aanleg van de begraafplaats gestart, aanvankelijk onder de naam New Cemetery, Frezenberg. Een tijdje later werd de huidige naam gegeven, naar het vliegtuigwrak dat nabij de plaats van het huidige Cross of Sacrifice neergestort was. Gevechtseenheden bleven de begraafplaats gebruiken tot het gebied in maart 1918 bij het Duitse lenteoffensief in vijandelijke handen viel. Na de herovering door de geallieerden werd de begraafplaats opnieuw gebruikt in september 1918. Na de oorlog werd ze uitgebreid met graven uit de omliggende slagvelden en met graven die werden overgebracht van de ontruimde begraafplaatsen Lock 8 Cemetery in Voormezele en Bedford House Cemetery (Enclosure No.5) in Zillebeke.
Onder de geïdentificeerde doden zijn er 317 Britten, 18 Canadezen, 119 Australiërs, 15 Nieuw-Zeelanders en 1 Zuid-Afrikaan. Acht doden worden met Special Memorials herdacht omdat hun graven niet meer gevonden werden en men neemt aan dat ze onder naamloze graven liggen.
De begraafplaats werd in 2009 als monument beschermd.

## Graven

### Onderscheiden militairen
- John Alonzo Cox, majoor bij het Army Cyclist Corps werd onderscheiden met de Distinguished Service Order (DSO).
- Ralph Ingram Moore, kapitein bij de Australian Infantry, A.I.F. werd onderscheiden met het Military Cross (MC) en de Distinguished Conduct Medal (DCM).
- R. Potter, onderluitenant bij de Black Watch (Royal Highlanders) werd onderscheiden met het Military Cross (MC).
- korporaal G. Dagger en sergeant George Powley werden onderscheiden met de Distinguished Conduct Medal (DCM).
- de sergeanten William Henry Redley en Edward Reid, korporaal Frederick Aedy Campbell, kanonnier George Charlton en soldaat James Scott Blackie ontvingen de Military Medal (MM).

### Minderjarige militairen
- soldaat Joseph M. McDonald van het Canadian Machine Gun Corps was 16 jaar toen hij op 2 juni 1916 sneuvelde.
- luitenant Stanley Knight Bates van het King's Own (Royal Lancaster Regiment) en soldaat John Alexander Batey van de Durham Light Infantry waren 17 jaar toen ze sneuvelden.

### Aliassen
- soldaat A. Frank O'Kane diende onder het alias T. Kane bij de Australian Infantry, A.I.F..
- soldaat H.A. Brickhill diende onder het alias H.A. Brixton bij de South African Infantry.

### Gefusilleerde militairen
- de soldaten Bert Hartells (32 jaar), John Robinson (31 jaar) en Alfred Thompson (25 jaar) werden wegens desertie gefusilleerd op 26 juli 1915.[3]